# Pink Punk Pantheon
Pink Punk Pantheon ist eine „Alternative Karnevalssitzung“.
Pink Punk Pantheon wurde im Herbst 1983 u. a. von den Bonner Kabarettisten Rainer Pause und Norbert Alich (Pause-Alich) gegründet wurde und wird seit 1984 alljährlich im Bonner Pantheon-Theater vor über 10.000 Zuschauern aufgeführt. Geleitet wird diese Sitzung von den Bühnen-Alter-Egos von  Pause als „Fritz Litzmann“ und Alich als „Hermann Schwaderlappen“ in den Rollen Vereinsvorsitzender und Alterspräsident des „1. FKKVB Heimatverein Rhenania n.v. 1983“. Sie wurden nicht zuletzt dadurch in den vergangenen Jahrzehnten zu rheinischen Kultfiguren. Die Sitzung wurde ab 1995 für viele Jahre im WDR-Fernsehen übertragen.